# 星ノ海琉璃
星ノ海 琉璃（ほしのうみ るり、英: Hoshinoumi Ruri、繁体字: 星之海 琉璃

は、台湾のバーチャルYouTuber。

## 概要
出身地は、「銀河のとある星」で宇宙旅行で地球にやってきた。地球では台湾で暮らしているが、日本文化が大好きである
。
誕生日は9月16日のおとめ座、身長は160センチ+ヒール
。
母語は中文（繁体字）との事であるが日本語でのコミュニケーション能力が非常に高い。

一部の記念枠を除き、台湾向け配信と日本向け配信を意識して区別しており、台湾向け配信中の日本語対応、日本向け配信中の中文対応は極力避けているが、各リスナーが母語以外の配信を楽しむことは一切否定していない。

通常は月曜日から金曜日まで毎晩のライブ配信を実施しており、配信内容はアニソン、ボカロ、日本、台湾の曲を中心とした歌配信、Steam

、Nintendo Switchをプラットホームとしたゲーム配信が主である。

Xでの営業活動を積極的に行わず、地道な地に活動を続けた上での成功を望んでいる。また、広告にかける労力・費用とリターンを冷静に分析しコストパフォーマンスで判断する地道な地に足が付いた運営姿勢である。

台湾向け配信と日本向け配信の頻度については模索中との事だが、ユーザーの動向をみて調整されていたが、2025年6月8日のX

での告知よりアクティブユーザー数を基準とした調整が開始されてた。2025年6月15日のX

での翌週告知より、全ライブ配信での日本向け、台湾向けの区別が無くなり、中文配信の中で日本語のコメントには日本語で対応する旨が告知された。

2025年6月19日のライブ配信

の冒頭で収益化が実現したとの報告があった。
2025年7月3日の配信より、"NOW LOADING..."、"Thank you for watching!"、画面に新たなイラストが加わった。
メンバーシップは2段階で設けられており、説明動画を公開している。

## 人物
好きな物と嫌いな物を初回配信時に明確に公表している

。

過去に翻訳や通訳の仕事をしていたが現在は無職であると公言している。

日本語能力については、文法、語彙力に自信があり、会話に対しても正確性を求め上級者故の苦悩があると語っている。

好奇心旺盛で新しい挑戦を苦とせず、冷静で論理的な思考が垣間見える。
独立心が強く自由を重視する傾向がある。
MBTI診断は複数の言語で試してもISTP-T（巨匠）。

初見の人が現れると、自ら「髪の毛の魔法」と称する、髪色、髪の毛の長さを変化させて、その素晴らしさを披露し歓迎をする。

「友達」の定義につて独自の基準があり度々雑談の中で持論を展開する、その為、友達を作ることが難しいと述べている。

歌声は高音が魅力的な伸びのある心地よい歌声である。また、完成度にこだわりがありライブ配信での歌い直しは、歌へのリスペクトから実施される。反面、特に台湾向けゲーム配信での叫び声、引き笑いと歌声とのギャップも楽しめる。

中文での配信が主となった現在でも日本語でのコメントには日本語でレスポンスが返される事が多い。

## チャンネル変遷
2025年3月6日 - チャンネル開設

2025年3月27日 - 初動画公開

2025年4月19日 - 初ライブ配信

2025年6月5日 - 登録者1,000名達成

2025年6月19日 - チャンネル収益化

2025年6月20日 - 琉星芭樂騎士直播補檔 開設

2025年7月7日 - 登録者2,000名達成

2025年7月15日 - メンバーシップ開設

2025年7月15日 - 登録者3,000名達成

2025年7月23日 - 登録者4,000名達成

2025年7月31日 - 登録者5,000名達成

2025年8月13日 - 登録者6,000名達成

## ライブ配信時のルール
- 他のVtuberさんの名前を出さない
- 他のVtuberさんのところで私の名前を出さない
- 誹謗中傷、ヘイトや差別的な発言をしない
- ルール違反や荒らし行為は無視し、私がBANするまで待ってください

## メンバーシップ特典
- 小琉星（毎月NT.75元）
  - 會員徽章（メンバーバッチ）
  - 會員限定貼圖（メンバー限定カスタム絵文字）
  - 會員限定直播（メンバー限定ライブ配信／月1回以上で雑談、歌の練習等）
  - 其他不定期內容（その他不特定内容／メンバー限定投稿、参加型ゲームプレー、各種アンケート等）
- 琉星芭樂騎士（毎月NT.150元）
  - 會員徽章（メンバーバッチ）
  - 會員限定貼圖（メンバー限定カスタム絵文字）
  - 會員限定直播（メンバー限定ライブ配信／月1回以上で雑談、歌の練習等）
  - 其他不定期內容（その他不特定内容／メンバー限定投稿、各種アンケート等）
  - 購買周邊商品九折（グッズ購入時に1割引き）
  - 説明欄記名感謝（カバーMVの概要欄へ謝辞の記載）

## ハッシュタグ
- 日本語
  - 総合 - #星ノ海琉璃
  - ファンアート - #星ノ海図
- 中文（繁体字）
  - 繁体字: 綜合 - #星之海琉璃
  - 繁体字: Fan Art - #星之海圖

## 来歴
- 2025年
  - 3月27日 - 「妄想税 cover by 星ノ海琉璃」[20]を公開
  - 4月28日 - 「adrenaline!!! cover by 星ノ海琉璃」[21]を公開
  - 5月28日 - 「深海少女 cover by 星ノ海琉璃」[22]を公開
  - 6月28日 - 「Tulip cover by 星ノ海琉璃」[23]を公開
  - 7月29日 - 「バレリーコ cover by 星ノ海琉璃」[24]を公開

## 歌枠 セットリスト（歌唱部分をリスト化）

### 歌回 歌單

#### 6月
- 6月16日 -【歌回】日文歌回 Part 1【新人Vtuber】
  - 01曲目 - 小夜子 - みきとP
  - 02曲目 - モザイクロール - DECO*27
  - 03曲目 - 【點歌】This game - 鈴木このみ
  - 04曲目 - 【點歌】渡月橋 〜君 想う〜 - 倉木麻衣
  - 05曲目 - 【點歌】会いたい - Dios/シグナルP
  - 06曲目 - 【點歌】かたち - 安月名莉子
  - 07曲目 - 【點歌】ultra soul - B'z
  - 08曲目 - 【點歌】BLOWIN' - B'z
- 6月23日 -【歌回】日文歌回 Part 2【新人Vtuber】
  - 01曲目 - 【點歌】深海少女  - ゆうゆ
  - 02曲目 - 【點歌】God knows...  - 涼宮ハルヒの憂鬱
  - 03曲目 - 【點歌】YOU  - SHUFFLE!
  - 04曲目 - 【點歌】華の二水戦  - 艦これ
  - 05曲目 - 【點歌】今夜月の見える丘に  - B'z
  - 06曲目 - 【點歌】sweet&sweet holiday  - LoveLive!
  - 07曲目 - 【點歌】創聖のアクエリオン  - AKINO from bless4
- 6月26日 -【歌回】田馥甄特輯【新人Vtuber】
  - 01曲目 - 小幸運  - 田馥甄
  - 02曲目 - 這個人已經與我無關  - 田馥甄
  - 03曲目 - 魔鬼中的天使  - 田馥甄
  - 04曲目 - 還是要幸福  - 田馥甄
  - 05曲目 - 你就不要想起我  - 田馥甄
  - 06曲目 - 【點歌】燕尾蝶  - 梁靜茹
  - 07曲目 - Super Star  - S.H.E
  - 08曲目 - 熱帶雨林  - S.H.E
  - 09曲目 - 【加碼歌曲】月桂女神  - S.H.E
- 6月30日 -【歌回】日文歌回 Part 3【新人Vtuber】
  - 01曲目 - 【點歌】Lost my music  - 涼宮ハルヒの憂鬱
  - 02曲目 - 【點歌】Shooting Star  - おねがい☆ティーチャー
  - 03曲目 - 【點歌】again  - 鋼の錬金術師 FULLMETAL ALCHEMIST
  - 04曲目 - 【點歌】PON PON PON  - Kyary Pamyu Pamyu
  - 05曲目 - 【點歌】ひとひらの  - 初音ミク
  - 06曲目 - 【點歌】silky heart  - とらドラ!
  - 07曲目 - 微熱からMystery  - Love Live!
  - 08曲目 - 恋ひ恋ふ縁  - 千恋＊万花

#### 7月
- 7月3日 -【歌回】台灣流行金曲 Part 9【新人Vtuber】
  - 01曲目 - 【點歌】我會好好的 - 王心凌
  - 02曲目 - 薇多莉亞的秘密 - 張惠妹
  - 03曲目 - 【點歌】Ring Ring Ring - S.H.E
  - 04曲目 - 【點歌】可惜不是你 - 梁靜茹
  - 05曲目 - 夢裡花 - 張韶涵
  - 06曲目 - 愛ㄚ愛ㄚ - By2
  - 07曲目 - 煙花易冷 - 周杰倫
  - 08曲目 - 塵埃 - 家家
- 7月7日 -【歌回】日文歌回 Part 4【新人Vtuber】
  - 01曲目 - 金魚花火 - 大塚 愛
  - 02曲目 - 打上花火 - DAOKO x 米津玄師
  - 03曲目 - 【點歌】 甘えんぼ - 大塚 愛
  - 04曲目 - 【點歌】  God knows... - 涼宮ハルヒの憂鬱
  - 05曲目 - ワールドイズマイン - 初音ミク（World is Mine / 世界第一的公主殿下）
  - 06曲目 - 【點歌】  雪、無音、窓辺にて。 - 涼宮ハルヒの憂鬱
  - 07曲目 - Injury - HΛL
  - 08曲目 - 【點歌】  Wind Climbing 〜風にあそばれて〜 - 魔法陣グルグル
- 7月10日 -【歌回】夏日主題歌回 ※沒有泳裝 只是封面詐欺【新人Vtuber】
  - 01曲目 - Good Time - Owl City & Carly Rae Jepsen
  - 02曲目 - California Gurls - Katy Perry
  - 03曲目 - Tropic Love - Diviners ft. Contacreast
  - 04曲目 - Firework - Katy Perry
  - 05曲目 - 沒完沒了 - 李心潔
  - 06曲目 - 裙擺搖搖 - 李心潔
  - 07曲目 - 薇多莉亞的秘密 - 張惠妹
  - 08曲目 - 日不落 - 蔡依林
- 7月17日 -【歌回】台灣流行金曲 Part 10【新人Vtuber】
  - 01曲目 - 彩虹的微笑 - 王心凌
  - 02曲目 - 給未來的自己 - 梁靜茹
  - 03曲目 - 下雨天 - 南拳媽媽
  - 04曲目 - 一個像夏天 一個像秋天 - 范瑋琪
  - 05曲目 - 瓶中沙 - TWINS
  - 06曲目 - 翅膀 - 王心凌
  - 07曲目 - 【點歌】 我會好好的 - 王心凌
  - 08曲目 - 沒完沒了 - 李心潔
- 7月21日 -【歌回】日文歌回 Part 5【新人Vtuber】
  - 01曲目 - Injury - HΛL
  - 02曲目 - ヒカリへ - miwa
  - 03曲目 - かざぐるま - 一青窈
  - 04曲目 - 恋ひ恋う縁 - KOTOKO
  - 05曲目 - baby maybe 恋のボタン - Μ's
  - 06曲目 - 桃源恋歌 - GARNiDELiA
  - 07曲目 - 制服のマネキン - 乃木坂46
- 7月24日 -【歌回】F.I.R特輯【新人Vtuber】歡迎初見💕
  - 01曲目 - Lydia - F.I.R
  - 02曲目 - 千年之戀 - F.I.R
  - 03曲目 - 你的微笑 - F.I.R
  - 04曲目 - 雨櫻花 - F.I.R
  - 05曲目 - 眷戀 - F.I.R
  - 06曲目 - 刺鳥 - F.I.R
  - 07曲目 - 三個心願 - F.I.R
  - 08曲目 - 月牙灣 - F.I.R
- 7月28日 -【歌回】不限類型！不限語言！無主題歌回 Part 1【新人Vtuber】歡迎初見💖
  - 01曲目 - STYX HELIX - MYTH & ROID
  - 02曲目 - BAMBOO BEAT - 川添珠姫、千葉紀梨乃、桑原鞘子、宮崎都、東聡莉
  - 03曲目 - 你在不在 - 郭采潔
  - 04曲目 - 手掌心 - 丁噹
  - 05曲目 - If I Die Young - The Band Perry
  - 06曲目 - Bad Apple!! feat.nomico - nomico
  - 07曲目 - 刺鳥 - F.I.R
  - 08曲目 - 紅い月 - 紗菜 || うっちー || 藤宮ゆき

#### 8月
- 8月4日 -【歌雜】不限類型不限語言！聊天多！無主題 Part 2【新人Vtuber】歡迎初見💖 歡迎掛台👋🏻
  - 01曲目 - 三天三夜 - 張惠妹
  - 02曲目 - 我不要 - 徐懷鈺
  - 03曲目 - 沿海地帶 - 弦子
  - 04曲目 - 聲 - 天野月子
  - 05曲目 - 悪魔の子 - ヒグチアイ
  - 06曲目 - 光るなら - Goose house
  - 07曲目 - あなただけ見つめてる - 大黒摩季
  - Butterfly - Smile.dk[注釈 8]]
- 8月11日 -【歌雜】不限類型不限語言！聊天多！無主題 Part 3【新人Vtuber】歡迎初見💖 歡迎掛台👋🏻
  - 01曲目 - GREEN GREENS - 星のカービィ スーパーデラックス
  - 02曲目 - 口袋的天空 - 張韶涵
  - 03曲目 - 夢裡花 - 張韶涵
  - 04曲目 - 下雨天（アカペラ） - 南拳媽媽
  - 05曲目 - 崇拜（アカペラ） - 梁靜茹
  - 06曲目 - 翅膀（アカペラ） - 王心凌
  - 07曲目 - 小幸運（アカペラ）（半分） - 田馥甄
  - 08曲目 - 十年（アカペラ）（半分） - 陳奕迅
  - 09曲目 - 下一個天亮 - 郭靜
  - 喜歡你沒道理 - 張韶涵
- 08月18日 -【歌雜】不限類型不限語言！聊天多！無主題 Part 4【新人Vtuber】歡迎初見💖 歡迎掛台👋🏻
  - 01曲目 - 【點歌】again - YUI
  - 02曲目 - 【點歌】完全感覚Dreamer - ONE OK ROCK
  - 03曲目 - 哇沙米 - 5566
  - 04曲目 - 小夜子 - みきとP
  - 05曲目 - サリシノハラ - みきとP
  - 06曲目 - 指望 - 郁可唯
  - 07曲目 - 暖心 - 郁可唯

### 日本語配信 SetList

#### 4月
- 4月21日 -【歌枠】アニソン、ゲーム、ボカロ歌います！【新人Vtuber】
  - 01曲目[注釈 9] - モザイクロール - DECO*27
  - 02曲目 - ミネラル - 七緒香
  - 03曲目 - サリシノハラ - みきとP
  - 04曲目 - Light colors - Lia
  - 05曲目[注釈 10] - ススメ☆オトメ～jewel parade～ - アイドルマスターシンデレラガールズ
  - 06曲目[注釈 11] - Tulip - アイドルマスターシンデレラガールズ
  - 07曲目 - soldier game - 西木野真姫(CV.Pile)、園田海未(CV.三森すずこ)、絢瀬絵里(CV.南條愛乃)
  - 08曲目 - adrenaline!!! - TrySail
  - 09曲目 - 氷結娘 - いえろ～ぜぶら
  - 10曲目 - 華の二水戦 - 神通・那珂・川内(佐倉綾音)
- 4月28日 -2025.04.28【歌枠】アニソン、ゲーム、ボカロ♪Part 2【新人Vtuber】
  - 01曲目 - ススメ☆オトメ～jewel parade～ - アイドルマスターシンデレラガールズ
  - 02曲目 - Tulip - LiPPS
  - 03曲目 - 花雪 - smileY inc.
  - 04曲目 - バレリーコ - みきとP
  - 05曲目 - Northern lights - 林原めぐみ
  - 06曲目 - Shuffle - 奥井雅美
  - 07曲目 - LONELIEST BABY - μ's
  - 08曲目 - LOVE A RIDDLE - KOTOKO
  - 09曲目 - again - YUI
  - 10曲目 - God knows - 涼宮ハルヒ（CV.平野綾）

#### 5月
- 5月5日 -【歌枠】必ず一時間半以内に終わらせます！【新人Vtuber】
  - 01曲目 - BAMBOO BEAT - テレビアニメ「バンブーブレード」OP
  - 02曲目 - 渡月橋 〜君 想ふ〜 - 倉木麻衣
  - 03曲目 - Secret of my heart - 倉木麻衣
  - 04曲目 - ミネラル - 七緒香
  - 05曲目 - 三つ葉の結びめ - やなぎなぎ
  - 06曲目 - モザイクロール - DECO*27
  - 07曲目 - Wind Climbing 〜風にあそばれて〜 - 奥井亜紀
- 5月12日 -【歌枠】アニソン、ゲーム、ボカロ♪Part 4【新人Vtuber】
  - 01曲目 - 明正ロマン - 亜沙 feat.重音テト
  - 02曲目 - バレリーコ - みきとP
  - 03曲目 - Deep in Abyss - リコ(CV:富田美憂)、レグ(CV:伊瀬茉莉也)
  - 04曲目 - 同じ空の下で - KOTOKO
  - 05曲目 - Shooting Star - KOTOKO
  - 06曲目 - 空 - 大黒摩季
  - 07曲目 - silky heart - 堀江由衣
  - 08曲目 - えがおのてんさい - ぷちぷりーず
  - 09曲目 - Second Flight - KOTOKO＆佐藤ひろ美
  - 10曲目 - Tears Infection - KAORI.
  - 微笑みの爆弾（１コーラス）[注釈 12]
- 5月15日 -【雑談→歌枠】ご飯食べながら雑談して元気が出たので歌った【新人Vtuber】[注釈 13]
  - 01曲目 - Shooting Star - KOTOKO
  - 02曲目 - Second Flight - KOTOKO＆佐藤ひろ美
  - 03曲目 - LOVE A RIDDLE - KOTOKO
  - 04曲目 - 同じ空の下で - KOTOKO
  - 05曲目 - BAMBOO BEAT - アニメ「バンブーブレード」OP
  - 06曲目 - Light colors - Lia
  - 07曲目 - 風のたてがみ - 谷山浩子
- 5月22日 -【歌枠】アニソン、ゲーム、ボカロ♪Part 5【新人Vtuber】
  - 01曲目 - 射手座☆午後九時Don't be late - シェリル・ノーム starring May'n
  - 02曲目 - 砂上の夢 - 佐々木ゆう子
  - 03曲目 - Fragment ～Shooting star of the origin～ - 茅原実里
  - 04曲目 - STYX HELIX - MYTH ROID
  - 05曲目 - Oblivious - Kalafina
  - 06曲目 - Get Over - dream
  - 07曲目 - Northern lights - 林原めぐみ
  - 08曲目 - Little Braver - Girls Dead Monster
  - 09曲目 - ALL MY LOVE - 堀江由衣
  - 10曲目 - Crow Song - Girls Dead Monster
- 5月29日 -【歌枠】アニソン、ゲーム、ボカロ♪Part 6【新人Vtuber】
  - 01曲目 - relations - アイドルマスター
  - 02曲目 - Love marginal - Printemps
  - 03曲目 - 創聖のアクエリオン - AKINO from bless4
  - 04曲目 - 悪魔の子 - ヒグチアイ
  - 05曲目 - Over The Future（Light Speed mix） - 可憐Girl's
  - 06曲目[注釈 14] - 雪、無音、窓辺にて。 - 長門有希(茅原実里)
  - 07曲目 - 紅蓮華 - LiSA
  - 08曲目 - YOU - YURIA
  - 09曲目 - Harmonies* - 時乃&律子(野中藍&小清水亜美)
  - 10曲目 - 声を聞かせて - MAHO堂
  - 冒険でしょでしょ？[注釈 15]

#### 6月
- 6月2日 -【歌枠】JOYSOUNDカラオケでJ-POP歌おう！【新人Vtuber】
  - 01曲目 - さくらんぼ - 大塚愛
  - 02曲目 - ロビンソン - スピッツ
  - 03曲目 - GREEN DAYS - 槇原敬之
  - 04曲目 - FRAGILE - Every Little Thing
  - 05曲目 - TOMORROW - 岡本真夜
  - 06曲目 - 大阪LOVER - DREAMS COME TRUE
  - 07曲目 - カブトムシ - aiko
  - 08曲目 - もらい泣き - 一青窈
  - 09曲目 - 甘えんぼ - 大塚愛
  - 10曲目 - MY ALL - 浜崎あゆみ
- 6月9日 -【歌枠】JOYSOUNDカラオケで歌おう！Part 2【新人Vtuber】
  - 01曲目 - 金魚花火 - 大塚愛
  - 02曲目 - プラネタリウム - 大塚愛
  - 03曲目 - secret base ～君ががくれたもの～ - ZONE
  - 04曲目 - invitation - 柴咲コウ
  - 05曲目 - GREEN DAYS - 槇原敬之
  - 06曲目 - もう恋なんてしない - 槇原敬之
  - 07曲目 - 夏祭り - Whiteberry
  - 08曲目 - BLOWIN' - B'z
  - 09曲目 - ねがい - B'z

### 台湾配信 歌單

#### 4月
- 4月24日 -【歌回】台灣2000年代流行金曲【新人Vtuber】
  - 01曲目 - 第一次愛的人 - 王心凌
  - 02曲目 - 我會好好的 - 王心凌
  - 03曲目 - 千年之戀 - F.I.R
  - 04曲目 - 月牙灣 - F.I.R
  - 05曲目 - 月桂女神 - S.H.E
  - 06曲目 - Ring Ring Ring - S.H.E
  - 07曲目 - 下一個天亮 - 郭靜
  - 08曲目 - 你的微笑 - F.I.R
  - 09曲目 - 喜歡你沒道理 - 張韶涵
  - 10曲目 - 當你 - 王心凌
- 4月30日 -【歌回】台灣2010年代流行金曲【新人Vtuber】
  - 01曲目 - 小幸運 - 田馥甄
  - 02曲目 - 魔鬼中的天使 - 田馥甄
  - 03曲目 - 你就不要想起我 - 田馥甄
  - 04曲目 - 是我不夠好 - 李毓芬
  - 05曲目 - 有一種悲傷 - A-Lin
  - 06曲目 - 家家酒 - 家家
  - 07曲目 - 塵埃 - 家家
  - 08曲目 - 指望 - 郁可唯
  - 09曲目 - 那不是雪中紅 - JPM
  - 10曲目 - 聖所 - 林俊傑

#### 5月
- 5月7日 -【歌回】台灣流行金曲（不限年代）【新人Vtuber】
  - 01曲目 - 小幸運 - 田馥甄
  - 02曲目 - 你就不要想起我 - 田馥甄
  - 03曲目 - 我會好好的 - 王心凌
  - 04曲目 - 喜歡你沒道理 - 張韶涵
  - 05曲目 - C大調 - 張韶涵
  - 06曲目 - 理想情人 - 楊丞琳
  - 07曲目 - 馬德里不思議 - 蔡依林
  - 08曲目 - 瓶中沙 - Twins
  - 09曲目 - 長衣袖 - 卓文萱
  - 10曲目 - 觸電 - S.H.E
- 5月14日 -【歌回】台灣流行金曲 Part 4【新人Vtuber】
  - 01曲目 - 口袋的天空 - 張韶涵
  - 02曲目 - 碼頭姑娘 - 還願
  - 03曲目 - 仰望 - 楊丞琳
  - 04曲目 - 可惜不是你 - 梁靜茹
  - 05曲目 - 崇拜 - 梁靜茹
  - 06曲目 - 如果的事 - 范瑋琪、張韶涵
  - 07曲目 - 睫毛彎彎 - 王心凌
  - 08曲目 - 天灰 - S.H.E
  - 09曲目 - Lydia - F.I.R
  - 10曲目 - 初戀 - 川島茉樹代
- 5月27日 -【歌回】台灣流行金曲 Part 5【新人Vtuber】
  - 01曲目 - 小幸運 - 田馥甄
  - 02曲目 - 雨愛 - 楊丞琳
  - 03曲目 - 香草把噗 - 南拳媽媽
  - 04曲目 - 天灰 - S.H.E
  - 05曲目 - 沿海地帶 - 弦子
  - 06曲目 - 睫毛彎彎 - 王心凌
  - 07曲目 - 魔鬼中的天使 - 田馥甄

#### 6月
- 6月4日 -【歌回】台灣流行金曲 Part 6【新人Vtuber】
  - 01曲目 - 下一個天亮 - 郭靜
  - 02曲目 - 心牆 - 郭靜
  - 03曲目 - 玫瑰少年 - 蔡依林
  - 04曲目 - 暖心 - 郁可唯
  - 05曲目 - 指望 - 郁可唯
  - 06曲目 - 五天幾年 - 林凡
  - 07曲目 - 是我不夠好 - 李毓芬
  - 08曲目 - 月牙灣 - F.I.R.
  - 09曲目 - 千年之戀 - F.I.R.
  - 10曲目 - Lydia - F.I.R.
  - 11曲目 - 你的微笑 - F.I.R.
  - 12曲目 - 愛你 - 王心凌
  - 13曲目 - 口袋的天空 - 張韶涵
  - 14曲目 - C大調 - 張韶涵
  - 15曲目 - 馬德里不思議 - 蔡依林
  - 16曲目 - 初戀 - 川島茉樹代
  - 17曲目 - 如果的事 - 范瑋琪、張韶涵
- 6月12日 -【歌回】台灣流行金曲 Part 7【新人Vtuber】[注釈 16]
  - 01曲目 - 你在不在 - 郭采潔
  - 02曲目 - 暖心 - 郁可唯
  - 03曲目 - 【點歌】獨角戲 - 許茹芸
  - 04曲目 - 【點歌】初戀 - 川島茉樹代
  - 05曲目 - 約定 - 周蕙
  - 06曲目 - 愛丫愛丫 - BY2
  - 07曲目 - 【點歌】讓我們看雲去 - 陳明韶
  - 08曲目 - 彩虹的微笑 - 王心凌
  - 09曲目 - 【點歌】馬德里不思議 - 蔡依林
  - 10曲目 - 不痛 - 張韶涵
  - 11曲目 - 你敢不敢 - 徐佳瑩
  - 12曲目 - 還是要幸福 - 田馥甄
  - 什麼○丸!!??
  - 班導罵同學不要每天睡懶覺
- 6月19日 -【歌回】台灣流行金曲 Part 8【新人Vtuber】
  - 01曲目 - 夢裡花 - 張韶涵
  - 02曲目 - 花都開好了 - S.H.E
  - 03曲目 - 【點歌】小幸運 - 田馥甄
  - 04曲目 - C大調 - 張韶涵
  - 05曲目 - 你敢不敢 - 徐佳瑩
  - 06曲目 - 你的微笑 - F.I.R.